# Angiopteris crassipes
Angiopteris crassipes là một loài dương xỉ trong họ Marattiaceae. Loài này được Wall. ex C. Presl mô tả khoa học đầu tiên năm 1845.